# Rètol
Un rètol és una inscripció ben visible per a assenyalar el nom d'una empresa, d'un carrer o un altre topònim, un cartell per a indicar el lloguer o la venda d'un bé immobiliari o l'etiqueta que es posa a un objecte en una exposició, un museu o una biblioteca.

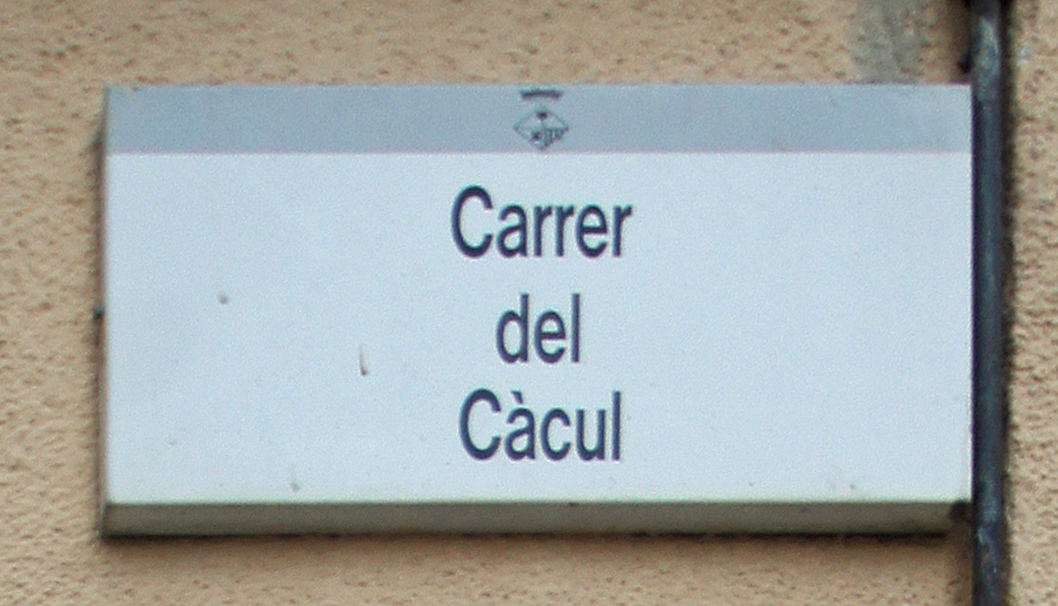
Rètol del Carrer del Càcul a Calonge

Segons la legislació vigent a Catalunya són rètols informatius al domini públic: els senyals de servei, els que assenyalen indrets, centres o activitats d'atracció o interès turístics o culturals i els que exigeix la normativa internacional. Els indicadors de senyalització de la circulació a les carreteres de Catalunya han de ser, almenys, en català. La toponímia hi ha de figurar en català o en aranès.
Al País Valencià, la retolació pública ha de respectar el predomini lingüístic de l'indret. A les zones de llengua valenciana, ha de ser al mínim, en valencià, però la normalització es fa molt a poc a poc i la llei sovint no és respectada.
Contràriament, a altres països no hi ha cap reglamentació sobre la retolació privada visible a l'espai públic ni sobre la retolació publicitària.